# Simone Signoret

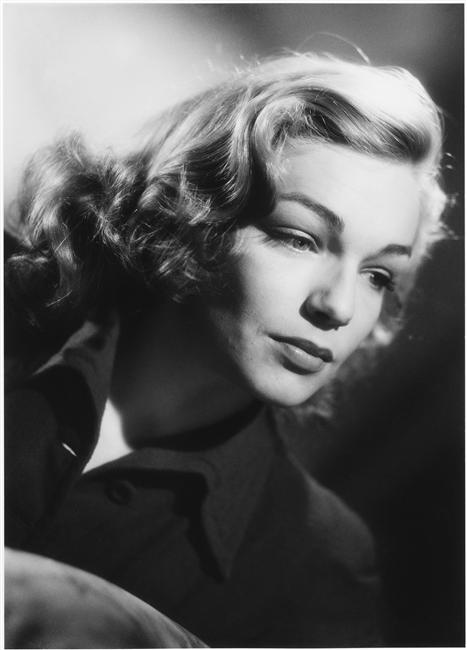
Signoret în 1947

Simone Signoret este numele de scenă al Simonei Henriette Charlotte Kaminker (n. 25 martie 1921, Wiesbaden, Republica de la Weimar – d. 30 septembrie 1985, Autheuil-Authouillet, Haute-Normandie, Franța), născută într-o familie de evrei și devenită faimoasă actriță franceză de film, laureată a Festivalului de la Cannes în 1959 pentru filmul „Drumul spre înalta societate”, unde a jucat alături de Laurence Harvey și a premiului Oscar în 1960. 

## Biografie
A fost căsătorită cu Yves Montand. 

## Filmografie selectivă

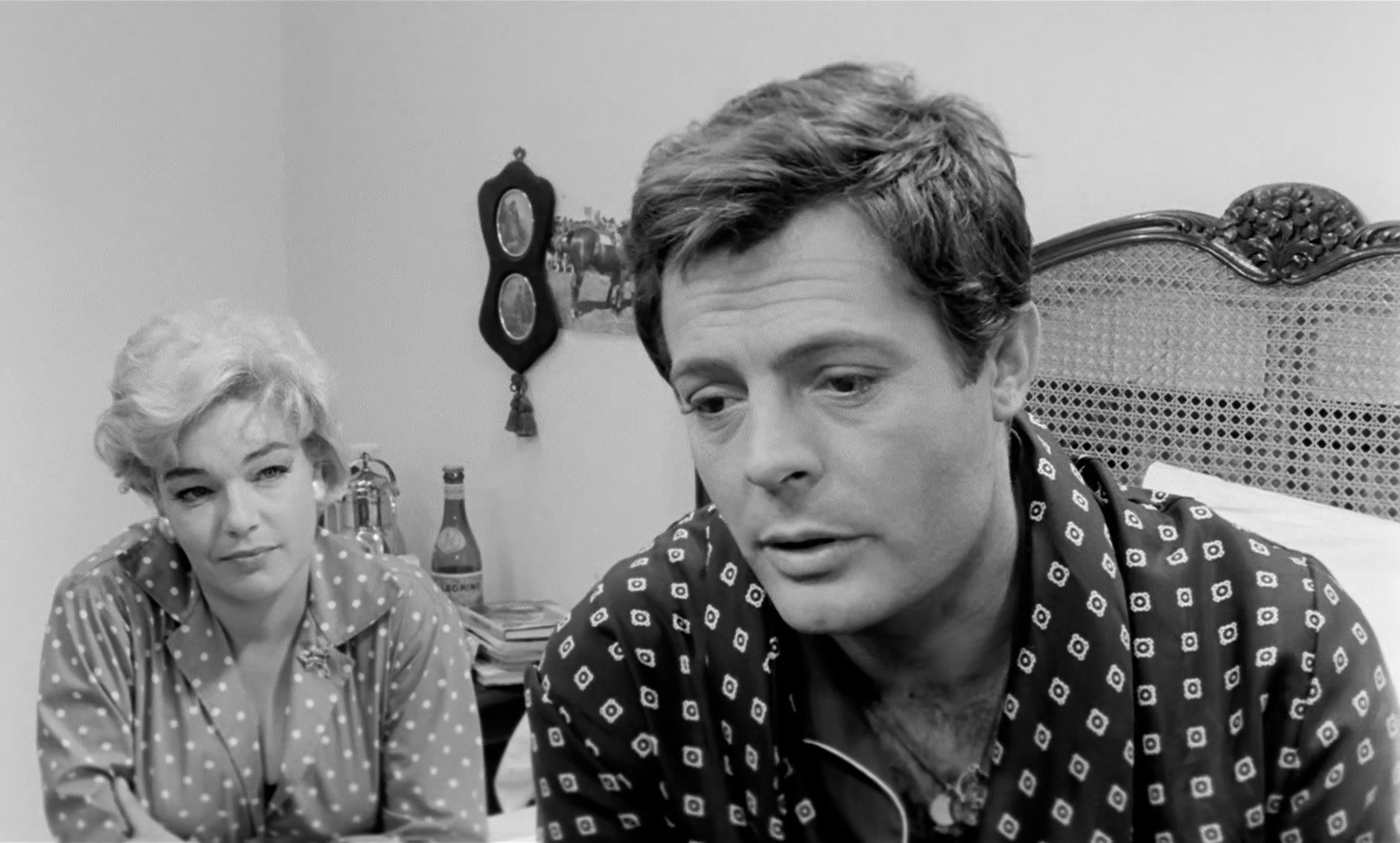
Simone Signoret și Marcello Mastroianni în Adua și prietenele sale (1960)

- 1942 Prințul fermecător (Le Prince charmant), regia Jean Boyer - figurantă
- 1942 Bolero (Boléro), regia Jean Boyer - o lucrătoare la Casa de Cultură
- 1942 Trubadurii diavolului (Les visiteurs du soir), regia Marcel Carné
- 1943 Adio Leonard (Adieu Léonard), de Pierre Prévert
- 1946 Cuplul ideal (Le Couple idéal), regia Bernard Roland
- 1946 Demonii zorilor (Les Démons de l'aube), regia Yves Allégret
- 1946 Macadam regia Marcel Blistène și Jacques Feyder
- 1947 Fantomas (Fantômas), regia Jean Sacha
- 1947 Împotriva vântului (Against the Wind), regia Charles Crichton
- 1948 Dédée d’Anvers, regia Yves Allégret - Dédée
- 1948 Impasul celor doi îngeri (Impasse des Deux-Anges), regia Maurice Tourneur
- 1949 Swiss Tour, regia Leopold Lindtberg - Yvonne
- 1950 Caruselul (La ronde), regia Max Ophüls - Leocadie, prostituată
- 1950 Hărțuitul (Le Traqué / Gunman in the Streets), regia Boris Lewin și Franck Tuttle
- 1950 Manejurile (Manèges), regia Yves Allégret
- 1951 Casca de aur (Casque d’or), regia Jacques Becker - Marie 'Casque d'Or'
- 1951 Umbră și lumină (Ombre et Lumière), regia Henri Calef
- 1953 Thérèse Raquin, regia Marcel Carné - Thérèse Raquin
- 1955 Diabolicele (Les diaboliques), regia Henri-Georges Clouzot - Nicole Horner
- 1956 Moartea în grădină(La mort en ce jardin), regia Luis Buñuel - Djin
- 1957 Roza vânturilor (Die Windrose ), regia Joris Ivens, Alberto Cavalcanti, Yannick Bellon
- 1957 Vrăjitoarele din Salem (Les sorcières de Salem), regia Raymond Rouleau - Elisabeth Proctor
- 1959 Drumul spre înalta societate (Room at the top) - Alice Aisgill

- 1960 Adua și prietenele sale (Adua et ses compagnes), regia Antonio Pietrangeli
- 1961 Lovituri murdare (Les Mauvais Coups), regia François Leterrier
- 1962 Procesul profesorului Weir (Term of Trial), regia Peter Glenville - Anna
- 1962 Zile și ore (Le Jour et l'Heure), regia René Clément
- 1963 Cea mai scurtă zi (Il Giorno piu corto), regia Sergio Corbucci
- 1965 Corabia nebunilor (Ship of fools), regia Stanley Kramer - La Condesa
- 1965 Compartimentul ucigașilor, (Compartiment tueurs), regia Costa-Gavras - Eliane Darrès
- 1966 Arde Parisul? (Paris brûle-t-il ?), regia René Clément - Patroana bistroului
- 1966 Telefon pentru un mort (The Deadly Affair), regia Sidney Lumet -  Elsa Fennan
- 1967 Jocuri (Games), regia Curtis Harrington
- 1968 Pescărușul (The Sea Gull), regia Sidney Lumet - Arkadina, o actriță
- 1969 Americanul (L'Américain), regia Marcel Bozzuffi
- 1969 Armata umbrelor (L’Armée des ombres), regia Jean-Pierre Melville
- 1970 Mărturisirea (L’Aveu), regia Costa-Gavras – d-na L. aka Lise London
- 1971 Numărătoare inversă (Comptes à rebours), de Roger Pigaut
- 1971 Pisica (Le chat), regia Pierre Granier-Deferre – Clémence Bouin
- 1971 Văduva Couderc (La Veuve Couderc), regia Pierre Granier-Deferre
- 1973 Ferma suspiciunilor (Les granges brûlées), regia Jean Chapot – Rose
- 1973 Zi grea pentru regină (Rude journée pour la reine), regia René Allio
- 1975 Carnea orchideei (La chair de l’orchidée), regia Patrice Chéreau – Lady Vamos
- 1976 Police Python 357, regia Alain Corneau - Thérèse Ganay
- 1977 Madame Rosa (La vie devant soi), regia Moshé Mizrahi- Madame Rosa
- 1977 Doamna judecător (Madame le juge, Serial TV) - Élisabeth Massot
- 1978 Adolescenta (L’adolescente), regia Jeanne Moreau – Mamie
- 1979 Dragă necunoscută (Chère inconnue), regia Moshé Mizrahi
- 1982 Steaua Nordului, (L’étoile du Nord), regia Pierre Granier-Deferre – D-nae Louise Baron
- 1982 Guy de Maupassant, regia Michel Drach